# Centrale nucléaire de Bataan
La centrale nucléaire de Bataan est construite en 1976 aux Philippines, à Bataan, sur une faille géologique. Elle n’a jamais produit d’électricité.
La centrale est construite sous le règne du dictateur Ferdinand Marcos, arrivé au pouvoir par un coup d’État en 1965. 
La construction génère une dette colossale, son coût étant estimé entre 1,9 et 2,3 milliards de dollars.[réf. nécessaire]. 
En 1986, l'arrêt des travaux sur les installations est ordonné par la présidente Corazon Aquino en raison des problèmes de corruption et de sécurité.
En 2004 la Présidente Gloria Macapagal-Arroyo annonça vouloir convertir la centrale nucléaire en centrale thermique au gaz.
Début 2008, une mission d'étude des conditions d'un potentiel démarrage est menée, sous les auspices de l'Agence internationale de l'énergie atomique.
En 2011,  le Philippine Daily Inquirer dénonce le coût d'entretien de la centrale de 155 000 dollars par jour pour un équipement qui n’a jamais produit le moindre watt depuis 35 ans. Six mois plus tard, la centrale est ouverte aux touristes.
En 2014, le ministre de l’énergie philippin Jericho Petilla espère pouvoir soumettre un plan de remise en état la centrale d’ici fin 2016. 
Selon le Président actuel Benigno Aquino III - le fils de Corazon Aquino - la centrale de Bataan ne sera jamais utilisée conformément à son objectif initial.